# Gilles Foret

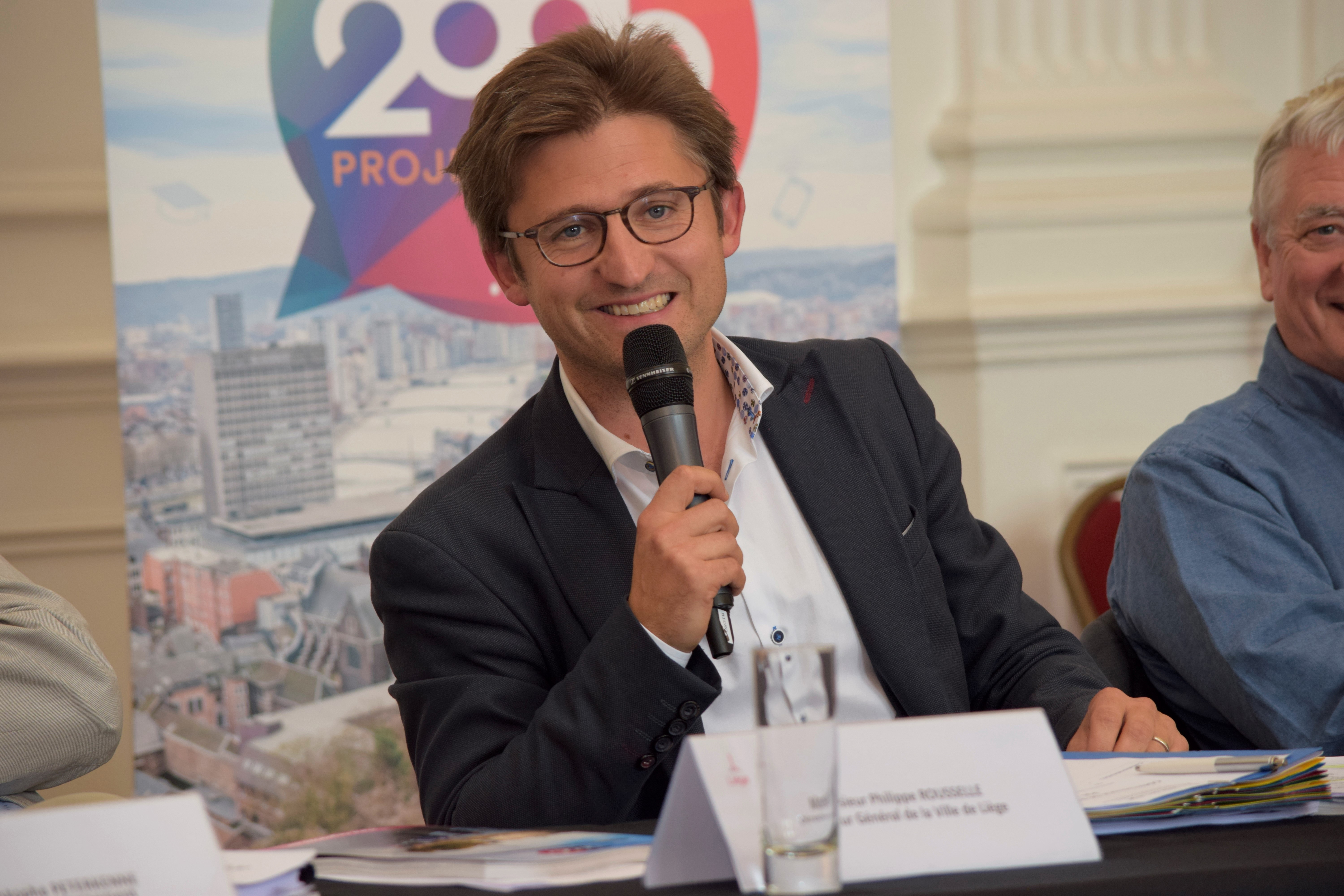
Gilles Foret

Gilles Foret (Luik, 17 maart 1978) is een Belgisch politicus voor de liberale MR.

## Levensloop
Gilles Foret is de zoon van voormalig MR-politicus en minister Michel Foret. In 2002 behaalde hij het diploma van licentiaat in de rechten aan de Universiteit Luik.
Hij doorliep stages in bedrijven gespecialiseerd in transport en logistiek en was van 2004 tot 2008 verantwoordelijke van Adecco, het agentschap transport en logistiek op de regionale luchthaven van Liege Airport. Daarna werkte hij van 2009 tot 2014 als verantwoordelijke voor bedrijfsrelaties bij de Kamer van Koophandel en Industrie in Luik, Verviers en Namen.
Op 22-jarige leeftijd werd Foret in oktober 2000 verkozen tot gemeenteraadslid van Luik. Van 2012 tot 2021 was hij voorzitter van de lokale MR-afdeling in de stad. Sinds december 2018 is hij in Luik schepen voor Mobiliteit, Ecologische Transitie, Netheid en Digitalisering.
Bij de federale verkiezingen van 25 mei 2014 stond Foret op de vierde plaats op de MR-lijst voor de Kamer van volksvertegenwoordigers voor de kieskring Luik. Hij werd verkozen en ging zitting nemen in de commissie Infrastructuur, Verkeer en Overheidsbedrijven en de commissie Justitie. Ook werd hij voorzitter van het adviescomité voor wetenschappelijke en technologische vraagstukken. Hij bleef Kamerlid tot in mei 2019 en stond bij de verkiezingen die maand als laatste opvolger op de Luikse MR-Kamerlijst. Bij de federale verkiezingen van 9 juni 2024 kreeg hij weer de vierde plaats op de lijst en werd Foret opnieuw verkozen in de Kamer.
Foret nam ook bestuursmandaten op bij de Haven van Luik, Liège Airport, het agentschap voor economische ontwikkeling SPI, de Universiteit Luik en het economische innovatieproject GRE.